# Нетолице
Нетолице (чеш. Netolice) град је у Чешкој Републици. Град се налази у управној јединици Јужночешки крај, у оквиру којег припада округу Прахатице.

## Становништво
Према подацима о броју становника из 2014. године град је имао 2.606 становника.